# Bois d’Inde Ravine
Die Bois d’Inde Ravine ist ein kurzer Fluss an der Westküste der Karibikinsel St. Lucia.

## Geographie
Der Fluss entspringt im Westen der Insel im Gebiet von Bois D’Inde im Quarter Anse-la-Raye. Er verläuft in einem Tal zwischen Bois d’Inde und Derriere Lagoon nach Norden und mündet bei Bois D’Inde mit der Ravine Douce zusammen und bildet die Ravine Derrière Lagoon, welche am Südrand des Tales des Roseau River bis Pilori Point verläuft, wo sie durch eine Schotterbarriere in die Roseau Bay versickert.